# Saint-Molf
Saint-Molf (bret. Sant-Molf) – miejscowość i gmina we Francji, w regionie Kraj Loary, w departamencie Loara Atlantycka.
Według danych na rok 2010 gminę zamieszkiwały 2324 osoby, a gęstość zaludnienia wynosiła 102 osoby/km².